# Круглик (озеро, Беларусь)
Кру́глик (бел. Кру́глік) — озеро в Шумилинском районе Витебской области. Относится к бассейну реки Сечны (бассейн Западной Двины). Расположено в 5 км на юг от городского посёлка Шумилино.
Площадь поверхности озера составляет 0,4 км², длина — 1,43 км, наибольшая ширина — 0,51 км. Длина береговой линии — 4,86 км. Объём воды — 3,58 млн м³. Максимальная глубина озера составляет 31,5 м, средняя — 9 м. Площадь водосбора — 11,2 км².
Котловина лопастной формы, состоящая из двух плёсов. Склоны котловины высотой 3—6 м, на севере до 10 метров. Берега песчаные высотой 0,3—0,5 м, на севере сливаются со склонами котловины. Береговая линия сильно изрезанная и образует четыре залива, разделённых полуостровами.
Мелководье узкое. На глубинах более 5 метров дно покрыто илом.
Водная масса сильно стратифицирована. Минерализация воды — около 210 мг/л, прозрачность — 0,8 м. Озеро Круглик слабопроточное. Соединено протокой с озером Лесковичи, вытекает ручей в озеро Мошно.
Прибрежная растительность занимает полосу шириной 30—50 метров до глубин в 2,5 м. 20 % площади озера зарастает.
В озере обитают лещ, щука, окунь, плотва, краснопёрка и другие виды рыб.